# Pyronia catalana
Pyronia catalana är en fjärilsart som beskrevs av De Sagarra 1927. Pyronia catalana ingår i släktet Pyronia och familjen praktfjärilar. Inga underarter finns listade.